# Tatsuya Morishige
Tatsuya Morishige (født 21. oktober 1971) er en tidligere japansk fodboldspiller.
Han har spillet for flere forskellige klubber i sin karriere, herunder Cerezo Osaka.